# Wildwest-Roman
Der mittlerweile eingestellte Wildwest-Roman war eine der erfolgreichsten Western-Serien des Bastei-Verlags.
Die erste Nummer erschien am 1. April 1957 für 60 Pfennige, ein Roman von Albert Karl Burmester unter dem Pseudonym Axel Berger, der später beim Kelter Verlag eine eigene Serie erhielt. Mit Band 1859 wurde die Serie schließlich am 8. April 1997 eingestellt. Innerhalb der Reihe erschienen unter anderem die Serienfiguren Rocky Steel, Tex Hondo, Die Schlitzohr-Halunken, Die vier Teufelskerle und Captain Concho.
Seit dem 27. September 2022 veröffentlicht der Bastei-Verlag im zwei-wöchentlichen Rhythmus eine Neuauflage der Serie.